# Königreich Jugoslawien

Peter I.

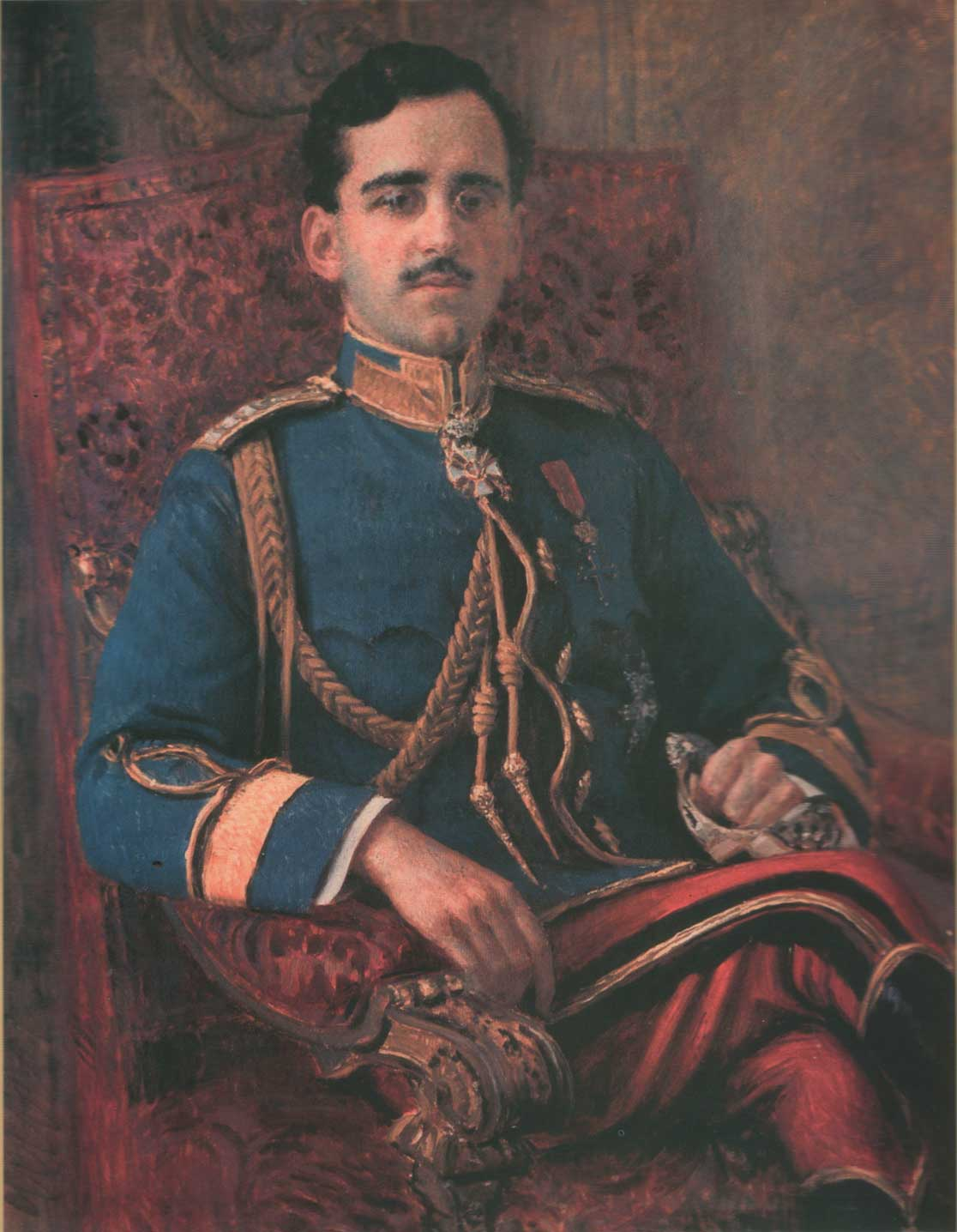
Alexander I.

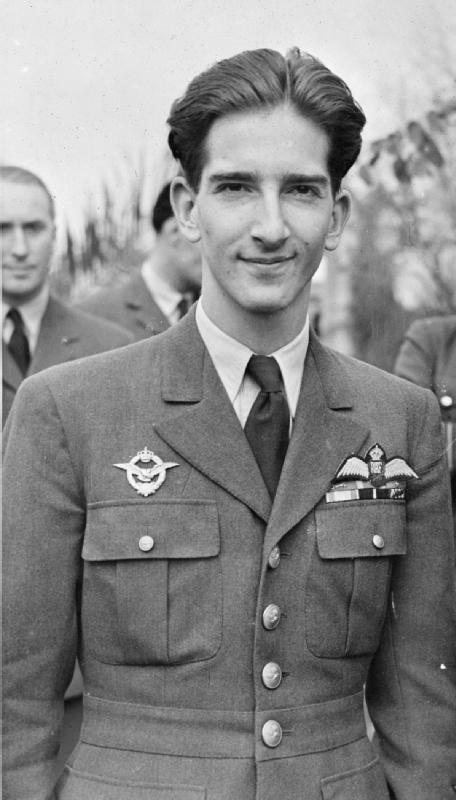
Peter II.

Das Königreich Jugoslawien (serbokroatisch und slowenisch Kraljevina Jugoslavija/Краљевина Југославија), auch als „erstes Jugoslawien“ (Südslawien) bezeichnet, war von seiner Gründung 1918 bis zur Besetzung durch die Achsenmächte im Zweiten Weltkrieg 1941 eine Monarchie.
Der Vielvölkerstaat in Südosteuropa umfasste die heutigen Staaten Slowenien, Kroatien, Bosnien und Herzegowina, Serbien, Montenegro, Kosovo und Nordmazedonien. Die Gebiete südöstlich von Triest sowie Istrien, heute Teile Sloweniens und Kroatiens, waren hingegen Italien zugeschlagen worden. Die Nordgrenze zu Kärnten wurde erst 1920 durch Volksabstimmung auf jene Grenze festgelegt, die heute Kärnten und Slowenien trennt.
Vom 29. Oktober bis zum 1. Dezember 1918 bestand zunächst kurzzeitig der Staat der Slowenen, Kroaten und Serben (serbokroatisch: Država Slovenaca, Hrvata i Srba, slowenisch: Država Slovencev, Hrvatov in Srbov). Noch im selben Jahr entstand durch Zusammenschluss mit dem Königreich Serbien das Königreich der Serben, Kroaten und Slowenen (serbokroatisch: Kraljevina Srba, Hrvata i Slovenaca, serbisch-kyrillisch Краљевина Срба, Хрвата и Словенаца, slowenisch: Kraljevina Srbov, Hrvatov in Slovencev), umgangssprachlich auch SHS-Königreich, Staat der Serben, Kroaten und Slowenen oder (wie der Vorgänger) SHS-Staat genannt. Mit seinem Putsch von 1929 erhielt König Alexander I. diktatorische Vollmachten und änderte im Zuge einer Verfassungsreform die offizielle Staatsbezeichnung in Königreich Jugoslawien.
Am 25. März 1941 trat das Königreich Jugoslawien unter starkem Druck der Achsenmächte dem Dreimächtepakt bei. Gegner dieses Beitritts begannen daraufhin einen Staatsstreich, der wiederum mit der deutschen Invasion im April 1941 beantwortet wurde. Das Königreich Jugoslawien wurde von den Achsenmächten besetzt und de facto aufgelöst (de jure gab es bis 1945 eine Exilregierung in London).
Am Ende des Zweiten Weltkrieges wurde auf dem Gebiet des Königreichs Jugoslawien auf der Grundlage der AVNOJ-Beschlüsse zunächst das „Demokratische Föderative Jugoslawien“ gegründet, welches später Sozialistische Föderative Republik Jugoslawien genannt wurde.

## Völker
Offizielle Bezeichnung des südslawischen Staates war zunächst Königreich der Serben, Kroaten und Slowenen (1918–1921 Kraljevstvo Srba, Hrvata i Slovenaca, seit 1921 Kraljevina Srba, Hrvata i Slovenaca).
Bei der Staatsgründung hatte man also von einer Nation gesprochen, die aus drei Völkern bestand: Serben, Kroaten und Slowenen. An diesem Konstrukt, das sich nicht mit dem Lebensgefühl der meisten Kroaten und Slowenen deckte, hielten die stets serbisch dominierten Regierungen eisern fest, denn auf dieser Grundlage war der Staat mit der „Vidovdan-Verfassung“ als Einheitsstaat konstruiert worden. Slawische Muslime und Mazedonier wurden nicht als relevante Teile der gemeinsamen Nation erwähnt, sondern offiziell als muslimische Serben bzw. Südserben geführt. Bosniaken wurden zugleich von den Kroaten als Teil ihrer Nation beansprucht.
In den deutschsprachigen Ländern war auch die Bezeichnung Südslawien gebräuchlich.

## Territoriale Gliederung

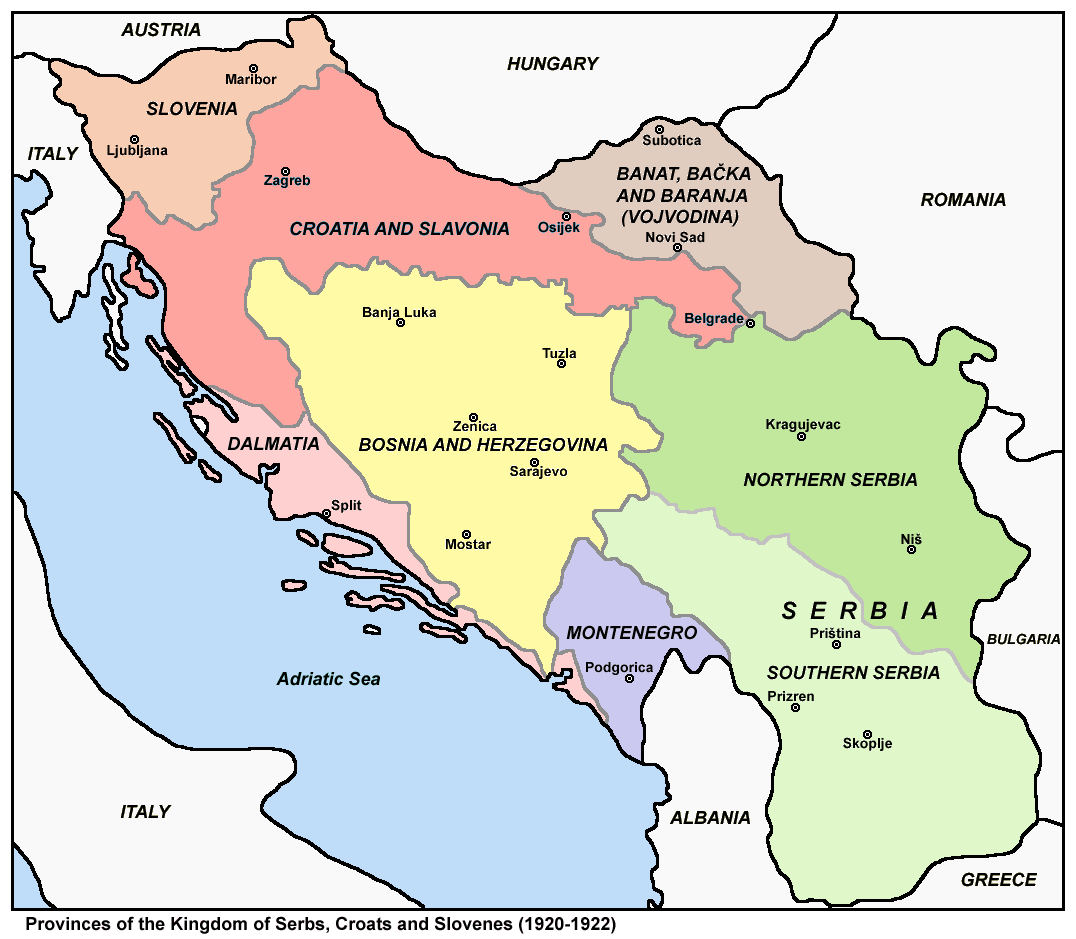
Jugoslawische Provinzen 1920–1921

Das Staatsgebiet umfasste bei der Staatsgründung schließlich folgende Territorien:
- das Königreich Serbien (mit dem heutigen Nordmazedonien und dem Kosovo)
- das kurz davor mit Serbien vereinigte Königreich Montenegro
- das österreichisch-ungarische Kondominium Bosnien und Herzegowina
- das ungarische Kronland Kroatien-Slawonien
- die ungarische Vojvodina
- das österreichische Kronland Dalmatien
- das österreichische Kronland Krain
- von Südslawen besiedelte Teile der österreichischen Kronländer Kärnten und Steiermark

Eingeteilt wurde das Königreich in:

Oblasti 1921–1929

- 1918–1921: 7 Provinzen (pokrajine), die sich an den ursprünglichen historischen Einheiten orientierten[2]
- 1921–1929: 33 Gebiete (oblasti)
- 1929–1939: 9 Banschaften (banovine)
- 1939–1941: 7 Banschaften und die autonome Banschaft Kroatien (Banovina Hrvatska)

### Banschaften

Banschaften 1939–1941

Die Banschaften des Königreichs Jugoslawien und deren Hauptstädte waren 1929–1941:
1. Dravska banovina (Banschaft Drau): Ljubljana
2. Savska banovina (Banschaft Save): Zagreb
3. Primorska banovina (Banschaft Küste): Split
Die beiden Banschaften Save und Küste wurden 1939 durch den Serbisch-kroatischen Ausgleich (Sporazum Cvetković-Maček) zur Banovina Hrvatska (Banschaft Kroatien), mit der Hauptstadt Zagreb zusammengelegt.
4. Vrbaska banovina (Banschaft Vrbas): Banja Luka
5. Drinska banovina (Banschaft Drina): Sarajevo
6. Zetska banovina (Banschaft Zeta): Cetinje
7. Dunavska banovina (Banschaft Donau): Novi Sad
8. Moravska banovina (Banschaft Morava): Niš
9. Vardarska banovina (Banschaft Vardar): Skopje

## Bevölkerung

### Sprachen
Gemäß der Doktrin von der einen jugoslawischen Nation betrieb die Regierung eine rigorose Sprachpolitik, durch welche die anderen südslawischen Sprachvarianten an das Serbische angeglichen werden sollten. Die Slowenen konnten sich dieser Forderung am leichtesten entziehen, besaßen sie doch seit langem eine Schriftsprache, die sich deutlich von der serbokroatischen Sprache unterschied. Die Kroaten hatten weniger gute Argumente, denn abgesehen von den unterschiedlichen Schriften, die beide zugelassen waren, unterschied sich die kroatische nur wenig von der serbischen Standardsprache. Umso härter waren die Auseinandersetzungen in Detailfragen. In Mazedonien, wo dem Bulgarischen ähnliche Dialekte gesprochen wurden, aber keine eigene Schriftsprache existierte, trieben die Behörden die 1913 begonnene Serbisierung weiter voran.

### Religionen
Die Serben, Mazedonier und Montenegriner waren überwiegend orthodox (ca. 47 %); die Kroaten und Slowenen gehörten fast alle der römisch-katholischen Kirche an (zusammen mit anderen Nationalitäten ca. 39 %). Etwa 11 Prozent der Bevölkerung (Bosniaken, Albaner und Türken) waren Muslime. Unter der deutschen und der ungarischen Minderheit gab es einige Protestanten (etwa zwei Prozent). Es existierte eine jüdische Minderheit (ca. 0,5 %).

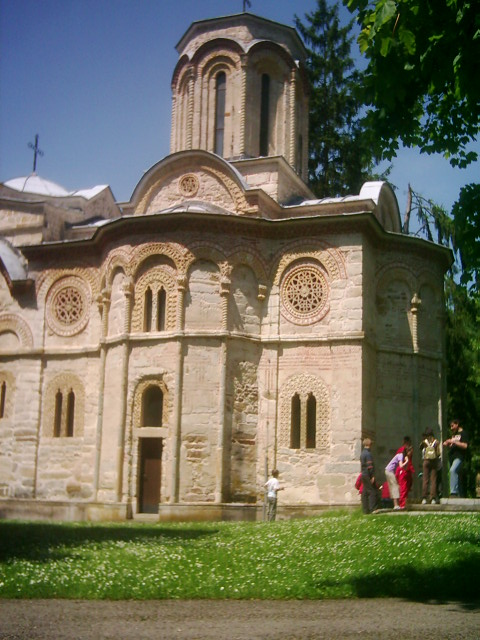
Orthodoxes Ljubostinja-Kloster bei Trstenik

Von politischer Bedeutung war vor allem das Verhältnis der serbisch-orthodoxen und der römisch-katholischen Kirche zum Staat. Auch in dieser Hinsicht hat der SHS-Staat bei seiner Gründung ein äußerst heterogenes Erbe angetreten:
Abgesehen von den weitgehend marginalisierten muslimischen Minderheiten waren Serbien und Montenegro rein orthodoxe Länder und das orthodoxe Christentum war dort gleichsam Staatsreligion. 1920 vereinigten sich die orthodoxen Bistümer in Zentralserbien, Montenegro, Bosnien, Slawonien, Dalmatien und der Vojvodina zur serbisch-orthodoxen Kirche. Gleichzeitig wurde das serbische Patriarchat erneuert. In dieser Hinsicht hatte die orthodoxe Kirche in Serbien ihre Ziele erreicht. Durch den Zusammenschluss Serbiens mit großen römisch-katholischen Gebieten verlor sie aber den Charakter einer Staatskirche. Die Einheit von Staat und Kirche, wie sie in den orthodoxen Nachbarländern Griechenland und Bulgarien praktiziert wurde, war in Jugoslawien nicht möglich und seitens der Regierung auch nicht erwünscht.

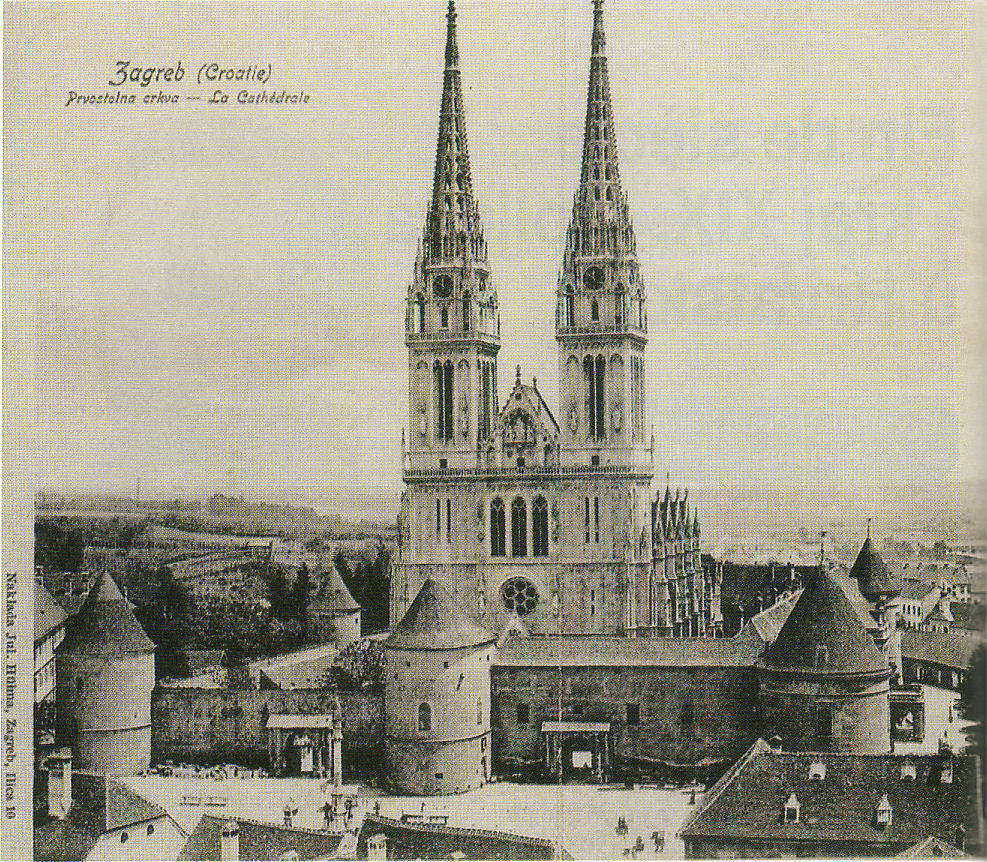
Römisch-katholische Kathedrale St. Marien u. St. Stefan in Zagreb, um 1905

In der Habsburger Monarchie herrschte zwar religiöser Pluralismus, fast überall waren jedoch die römischen Katholiken in der übergroßen Mehrheit, so auch in Kroatien und Slowenien, und die römisch-katholische Kirche war in der Gesellschaft eine sehr einflussreiche Kraft. Der Katholizismus hatte geradezu als eine der wichtigsten Stützen des Habsburgerreiches gegolten, wenngleich das Verhältnis zur Regierung nicht immer ungetrübt gewesen war und auch Priester und Bischöfe in den Nationalbewegungen mitgewirkt hatten. In Slowenien war die Katoliška narodna stranka, in der sich auch römisch-katholische Priester engagierten, bis 1941 die mit Abstand stärkste Partei. Auch in Kroatien war die Kirche fest im römisch-katholischen Milieu verankert, sie hatte aber weniger direkten Einfluss auf die politischen Parteien. Jedenfalls musste sich auch die römisch-katholische Kirche auf eine neue Situation einstellen. Nach 1918 war sie nur mehr eine der beiden starken Religionsgemeinschaften. Zur national umstrittenen Tagespolitik nahmen die kroatischen Bischöfe erst Stellung, als nationale Parteien, damit auch die der Kroaten, verboten worden waren.
Zwischen den beiden großen Kirchen gab es kaum Kontakte. Der Staat gab sich säkular und ließ die Regelungen zum Staat-Kirche-Verhältnis weitgehend unangetastet. Dies galt auch für die Muslime in Bosnien. Die Muslime in Jugoslawien hatten anfangs zwei Oberinstanzen, eine in Sarajevo und eine in Skopje. Die von Skopje wurde später der von Sarajevo unterstellt. Die Muslime in Südserbien (Kosovo und Mazedonien) hatten keine Verträge mit dem Staat. Ihre Stiftungen wurden zum Teil enteignet, um auf dem Land serbische Kolonisten anzusiedeln. Direkte Konflikte mit den christlichen Kirchen waren selten.
Im Einklang mit der päpstlichen Politik nach den Lateranverträgen bemühten sich die römisch-katholischen Bischöfe in den 1930er Jahren um den Abschluss eines Konkordats. Auch die jugoslawische Regierung hatte aus zwei Gründen großes Interesse daran: Zum einen hoffte man, dass die kroatischen Bischöfe dann die Meinung ihrer Gläubigen zur Regierung positiv beeinflussen würden, zum anderen wäre der Vertrag mit dem Papst ein außenpolitischer Erfolg gegenüber Italien gewesen.
Als das Konkordat 1937 unterzeichnet war, brach unter den orthodoxen Serben ein Sturm der Entrüstung los. Unter Führung des Ohrider Bischofs Nikolaj Velimirović kam es zu Massenprotesten gegen den Vertrag mit Rom. Die Serben warfen der Regierung den Ausverkauf orthodoxer Interessen vor. Aus Angst vor dem Anwachsen des Widerstands hat die Regierung das Konkordat nicht im Parlament ratifizieren lassen. Das wiederum brüskierte die römisch-katholischen Kroaten und Slowenen. Durch den Konkordatsstreit wurde das zuvor sehr kühle orthodox-katholische Verhältnis in Jugoslawien nationalpolitisch aufgeladen.

### Position der Serben

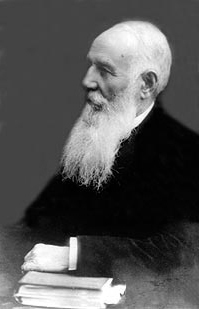
Nikola Pašić, Ministerpräsident des SHS-Staats 1921–1926

Die Serben (einschließlich der Montenegriner) waren die zahlenmäßig stärkste Gruppe, mit etwas mehr als 40 Prozent der Gesamtbevölkerung von Jugoslawien. Die Serben waren in allen Teilen der Staatsverwaltung überproportional stark vertreten, hatten sie doch ihre eigene Bürokratie in den neuen Staat eingebracht. In den südserbischen Gebieten Kosovo und Mazedonien herrschte eine schmale serbische Beamtenschicht über die anderssprachige Bevölkerung, die nicht zuletzt deshalb dem Staatsapparat gegenüber oftmals feindlich eingestellt war. Nach dem Zusammenbruch der Donaumonarchie verloren in den nun zum SHS-Staat gekommenen Gebieten alle nichtslawischen Staatsdiener ihre Posten und viele von ihnen verließen das Land. (Diese ehemaligen k. u. k. Beamten machten den größten Teil der nichtslawischen Auswanderer aus. Die deutsche und ungarische Bevölkerung wurde nicht zur Emigration gezwungen.) Die vakanten Positionen wurden in Bosnien, im Süden Dalmatiens und Teilen Slawoniens vorwiegend mit Beamten aus Zentralserbien besetzt. Besonders dominant war die Position der Serben im Militär, wo sie drei Viertel der Offiziersstellen innehatten.

### Serbisch-kroatischer Ausgleich
Die Kroaten bekamen 1939 eine eigene Verwaltungseinheit, die Kroatische Banschaft mit weitgehenden Selbstbestimmungsrechten in innerpolitischen und wirtschaftlichen Kompetenzen. Jugoslawien bestand nun aus sieben jugoslawischen und einer kroatischen Banschaft.
Der serbisch-kroatische Ausgleich hatte aber für beide Vertragsparteien nicht die gewünschte Wirkung. Vielen Kroaten ging die Autonomie nicht weit genug; insbesondere warfen sie Maček vor, dass er mit der Preisgabe Bosniens, das zum größten Teil nicht zur kroatischen Banschaft gehörte, die nationale Sache Kroatiens verraten habe. Auch die zentralistischen Serben warfen der Regierung Verrat ihrer nationalen Interessen vor. Aufgrund des Zweiten Weltkriegs wurden viele der neuen Bestimmungen praktisch nicht mehr umgesetzt.

## Bildung
Wie auch die übrigen Entwicklungsindikatoren wies auch der Bildungsstand der Jugoslawen ein extremes Nord-Süd-Gefälle auf.

### In Serbien
Im Zentralserbien gab es zwar ein flächendeckendes Grundschulnetz, doch fehlte es an Mittelschulen. In den 1912 hinzugewonnenen Gebieten ließ das Schulwesen am meisten zu wünschen übrig. Es gab überhaupt zu wenig Grundschulen und in den vorhandenen wurden die Minderheitensprachen nicht berücksichtigt. Da die muslimischen Albaner auch keine religiösen Schulen hatten, existierten fast keine albanischsprachigen Bildungsanstalten. Dementsprechend war die Analphabetenquote in den südlichen Gebieten am höchsten. Hier konnten circa zwei Drittel der Bevölkerung nicht lesen und schreiben. Die Vojvodina nahm bei der Entwicklung des Schulwesens einen besseren Platz ein. Hier unterhielten neben dem Staat die Kirchen (neben der römisch-katholischen und der serbisch-orthodoxen auch die protestantische) viele Schulen. Die Minderheitensprachen Deutsch und Ungarisch wurden nur in privaten Schulen unterrichtet.

### In Kroatien
Mehr noch als in Slowenien war das Schulwesen in Kroatien Sache der Kirche. Zwar wurde auch hier das Schulnetz verdichtet, aber der Abstand zu Slowenien verringerte sich nicht. In Binnenkroatien lag die Analphabetenquote bei über 15 %, in Teilen Dalmatiens erreichte sie mehr als 25 %.

### In Bosnien
In Bosnien unterschied sich der Bildungsstand in extremer Weise nach der Religionszugehörigkeit. Am höchsten war er bei den Kroaten, denen ein in österreichischer Zeit ausgebautes Schulsystem der römisch-katholischen Kirche zur Verfügung stand, es folgten die Serben, während die Muslime das Schlusslicht bildeten, vor allem weil die große Mehrheit der muslimischen Mädchen überhaupt nicht zur Schule geschickt wurde.

### In Slowenien
Slowenien hatte bereits 1918 ein gut ausgebautes Schulsystem. Über 90 Prozent der Kinder besuchten eine staatliche oder kirchliche Grundschule. Die Analphabetenquote lag unter zehn Prozent. Nach dem Krieg wurde vor allem die Mittelschulbildung (Realschulen und Gymnasien) für die Slowenen verbessert, zum einen indem vorher deutschsprachige Schulen in Krain und der Steiermark zur slowenischen Unterrichtssprache übergingen, zum anderen gab es auch zahlreiche Neugründungen, die teils von der katholischen Kirche, teils vom Staat getragen wurden.

### Universitäten

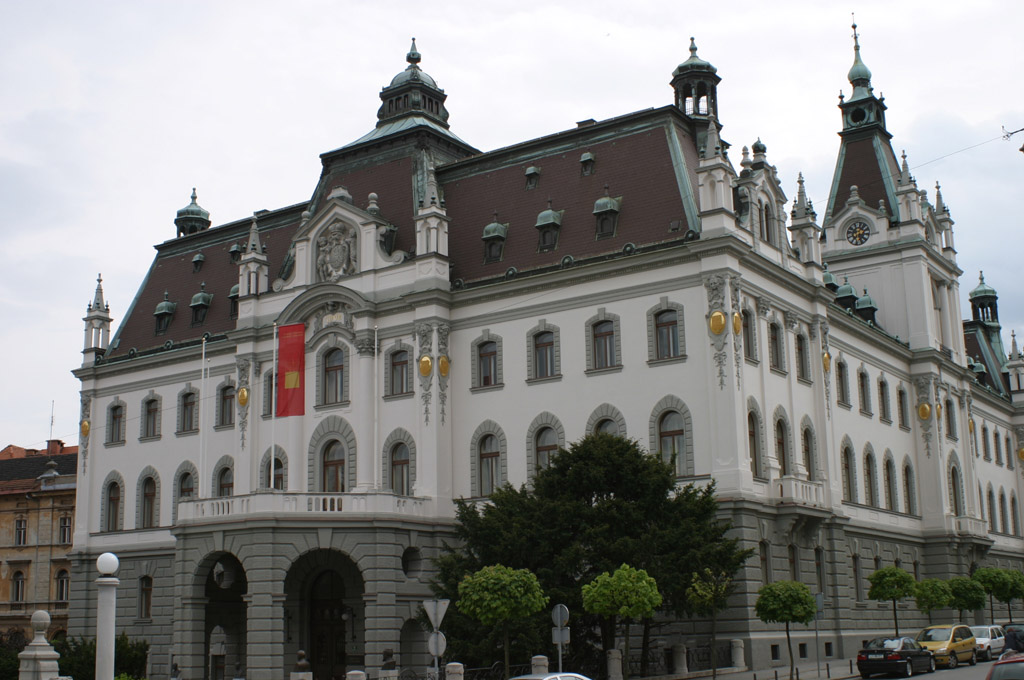
Hauptgebäude der 1919 gegründeten Universität von Ljubljana, 2005

Im Jahre 1918 existierten auf dem Gebiet Jugoslawiens zwei Universitäten: in Belgrad und in Zagreb. Unmittelbar nach Kriegsende gründeten die Slowenen 1919 in Ljubljana die dritte Universität des Landes. Damit ging ein lange gehegter Wunsch der slowenischen Intellektuellen in Erfüllung. Unter der österreichischen Herrschaft war ihnen die Einrichtung einer eigenen Universität jahrzehntelang verweigert worden.

### Schulfinanzierung
Dem jugoslawischen Staat fehlte es sowohl an finanziellen Mitteln wie auch am politischen Willen, den geringen Bildungsstand vor allem in den südlichen Regionen zu heben. An einer Förderung der Albaner war man gar nicht interessiert. Diese wiederum hielten sich von den vorhandenen serbischen Schulen fern, weil man sie als Instrument der Serbisierung ansah.
Fortschritte gab es in der Zwischenkriegszeit vor allem in Kroatien und Serbien. In Kroatien gründete der jugoslawische Staat säkulare Schulen, um die Vorherrschaft der römisch-katholischen Kirche im Bildungswesen etwas zu mindern. Insgesamt blieb der Staat aber auf die Mitarbeit der Kirchen angewiesen. Der SHS-Staat hat sich auch nicht zur Einführung der allgemeinen Schulpflicht entschließen können. Dies bedeutete für die ehemals österreichischen Gebiete einen Rückschritt, denn dort hatte es vor 1918 die achtjährige Schulpflicht gegeben.

## Geschichte
| Chronologie 1917–1941 | Chronologie 1917–1941                                                                                            |
| --------------------- | --- |
| 20.07.1917            | Deklaration von Korfu                                                                                            |
| 01.12.1918            | Ausrufung des Königreichs der Serben, Kroaten und Slowenen im Krsmanović-Haus                                    |
| 12.11.1920            | Grenzvertrag von Rapallo mit Italien                                                                             |
| 28.06.1921            | Verabschiedung der Vidovdan-Verfassung                                                                           |
| Juni 1928             | Stjepan Radić wurde Opfer eines Attentats in der Skupština                                                       |
| 06.01.1929            | Errichtung der Königsdiktatur                                                                                    |
| 03.10.1929            | Umbenennung des SHS-Staats in „Jugoslawien“                                                                      |
| 03.09.1931            | neue vom König erlassene Verfassung, weiterhin zentralistischer Staatsaufbau und serbische Vorherrschaft         |
| 09.10.1934            | Ermordung König Alexanders durch einen Terroristen der IMRO in Marseille                                         |
| 1939                  | Vereinbarung der Kroatischen Bauernpartei mit der Regierung, Teilautonomie Kroatiens                             |
| 25.03.1941            | Prinz Paul unterzeichnete den Beitritt zum Dreimächtepakt, dagegen putschte das Militär am 27. März erfolgreich. |
| 06.04.1941            | Deutschland überfiel Jugoslawien                                                                                 |
| 17.04.1941            | Kapitulation der jugoslawischen Armee                                                                            |

### Staatsgründung
Die Entwicklung des gemeinsamen Staates der Südslawen begann mit dem Ende des Ersten Weltkrieges und dem Zerfall Österreich-Ungarns. Die südslawischen Völker der Monarchie erklärten ihre Unabhängigkeit. Erstes Staatsoberhaupt wurde König Peter I., zuvor König der Serben.
Die maßgeblichen Vertreter der Kroaten und Slowenen strebten zunächst eigene Staatsbildungen an. Der nach Kriegsende stark ausgreifende Imperialismus Italiens (siehe italienischer Irredentismus) bewog die Vertreter beider Völker, der Vereinigung aller südslawischen Völker unter einem Dach zuzustimmen. Der Vertrag von Trianon besiegelte 1920 die 1918/19 erfolgten Sezessionen aus dem Königreich Ungarn. Montenegro, das 1910 in ein Königreich überführt worden war, hatte sich bereits am 29. November 1918 nach der Absetzung von König Nikola mit Serbien vereinigt.

### Grenzstreitigkeiten
Da die Grenzen der Territorien Österreich-Ungarns nicht entlang ethnischer Grenzen verliefen, blieb besonders die Nordgrenze des neuen Staates umstritten. Görz, Istrien und einige Küstengebiete waren bereits im Londoner Vertrag Italien als Kriegsbeute bzw. als Belohnung für den Seitenwechsel zugesichert und im Vertrag von Saint-Germain definitiv zugeschlagen worden. Im November 1920 akzeptierte der SHS-Staat diese Grenze im Grenzvertrag von Rapallo, einem bilateralen Abkommen.
Die Grenze zwischen Österreich und dem SHS-Staat wurde zu einem Zankapfel der lokalen Bevölkerung in Südkärnten und der Untersteiermark. Bis zum Vertrag von Saint-Germain versuchte die Jugoslawische Armee, durch militärische Besetzung des Landes vollendete Tatsachen zu schaffen. Die deutschsprachige Bevölkerung trachtete hingegen danach, bei Deutschösterreich zu bleiben, in der Hoffnung auf die von US-Präsident Woodrow Wilson verkündete Selbstbestimmung der Völker. Dabei kam es in der Untersteiermark zu Übergriffen auf die Zivilbevölkerung und vereinzelten Vertreibungen, etwa im Marburger Blutsonntag, jedoch zu keiner organisierten militärischen Konfrontation. Anders in Kärnten, wo 1918/19 der Kärntner Abwehrkampf geführt wurde und die endgültige Grenze erst 1920 per Volksabstimmung fixiert wurde.

### Nationalistische Spannungen
Von Beginn an war die politische Situation des neuen Staates geprägt von dem sich zuspitzenden Konflikt zwischen den zentralistisch gesinnten serbischen Parteien und den föderalistisch gesinnten kroatischen Parteien. Während kroatische Parteien einen dualistischen Staat anstrebten, bestehend aus Serbien und Kroatien, verteidigten serbische Parteien den Einheitsstaat, den sie mit der Vidovdan-Verfassung vom 28. Juni 1921 trotz Boykotts der kroatischen und slowenischen Delegationen durchsetzten: Eine stark zentralistisch geprägte Regierung, historische Landesgrenzen wurden aufgehoben und der Staat in 33 Gebiete gegliedert.
Während kroatische Parteien daraufhin die Parlamentssitzungen in der Regel boykottierten oder störten, befanden sich die Slowenen zwischen den Fronten, da sie einerseits selbst nach einem föderalistischen Ausgleich strebten, andererseits keinen Ausgleich mit den kroatischen Parteien finden konnten. Ein Wahlspruch, der damals in Slowenien entstand, war: „Die Serben regieren, die Kroaten streiten, und wir Slowenen zahlen drauf.“ Das kroatische Nationalbewusstsein erlebte nach der Gründung des SHS-Staates einen großen Aufschwung und richtete sich gegen das neue Königreich oder genauer gesagt, gegen die Vormachtstellung, die die Serben für sich beanspruchten.

### Königsdiktatur ab 1929
Das alles lähmte die Staatsgeschäfte und führte zu ständigen Minderheitsregierungen, die allesamt aus serbischen Parteien bestanden. Das Scheitern eines allgemeinen Ausgleichs führte schließlich zur Staatskrise von 1928/1929: Nach 40 kurzlebigen Regierungen in elf Monaten des Jahres 1927/28 (Durchschnittliche Amtsdauer der Regierungen zwei Wochen), und wachsender innenpolitischer Unruhe, welche im Attentat auf den Führer der bedeutendsten kroatischen Partei Stjepan Radić kulminierte, beschloss König Alexander Karađorđević am 6. Januar 1929 mit Hilfe der Armee die Macht zu übernehmen. Er setzte die Verfassung außer Kraft, löste das Parlament auf und übernahm die Staatsgeschäfte des Landes.

Ministerpräsident General Petar Živković

Diese Königsdiktatur, die erste in Südosteuropa, sollte Ruhe und Ordnung schaffen. In der am 3. Oktober 1929 eingeführten neuen Verfassung wurde der Staat in Königreich Jugoslawien (Kraljevina Jugoslavija) umbenannt. Eine neue Verwaltungsgliederung aus neun Banschaften wurde eingeführt, deren Grenzen in bewusster Abkehr von den historisch gewachsenen Einheiten gezogen wurden. Der gescheiterte Parlamentarismus wurde beseitigt, das Parlament aufgelöst, die Parteien verboten. Der König wurde alleiniger Träger der Staatsgewalt.
Alexander und die von ihm eingesetzte Regierung unter General Petar Živković (1879–1947), zuvor Kommandeur der königlichen Palastwache, versuchten nun mit anderen Mitteln, den Staat zu einen, der in „Jugoslawien“ umbenannt wurde. Die Verwaltung wurde reformiert. Die Grenzen der Banschaften wurden so gezogen, dass in sechs der Banschaften die Serben die Bevölkerungsmehrheit hatten, während lediglich zwei Banschaften mehrheitlich kroatisch waren. Insbesondere die kroatische Opposition deutete die neue administrative Gliederung als ein Zeichen, dass auch der König auf eine Einigung des Landes unter serbischer Führung setzte. Aber auch die Königsdiktatur konnte die Probleme Jugoslawiens, die sich durch die Weltwirtschaftskrise noch verschärften, nicht lösen.
Im Februar 1931 kam es zum nächsten Aufsehen erregenden Mord: Der kroatische Wissenschaftler und Parlamentarier Milan Šufflay wurde in Zagreb auf offener Straße ermordet. Da die Ermittlungen langsam geführt und die Tat letztendlich nicht aufgeklärt wurde (manchen Meinungen nach wurden die Ermittlungen sogar behindert), kam bald der Verdacht auf, hinter dem Mordanschlag stehe die jugoslawische Geheimpolizei.

### Attentat auf den König
1931 wurden wieder Regierungs- und Parlamentswahlen eingeführt, jedoch waren Regierung und Parlament durch die Stellung des Monarchen beschränkt. Des Weiteren wurden nationale Parteien und Symbole der einzelnen Völker verboten, erlaubt waren nur gesamtjugoslawische Parteien. Diese Maßnahmen führten zwar zu dauerhaften Regierungen, doch waren diese Regierungen nicht repräsentativ für die gesamte Nation. Ideologisch wurden diese Maßnahmen mit der Theorie einer dreinamigen Nation (eine jugoslawische Nation unter den drei Namen der Serben, Kroaten und Slowenen, ein jugoslawisches Volk mit den „Stämmen“ der Serben, Kroaten und Slowenen usw.) zu festigen versucht, die serbische und kroatische Sprache zur serbokroatischen Sprache zusammengefasst. Nach außen hin schien sich das Königreich Jugoslawien zu stabilisieren, im Inneren wurden die Differenzen zwischen den einzelnen Völkern größer. Insbesondere die Kroaten empfanden die neue politische Ordnung als eine serbische Vorherrschaft. Während kroatische und mazedonische Nationalisten Jugoslawien als eine großserbische Hegemonie betrachteten und dieses teilweise mit terroristischen Mitteln zu bekämpfen versuchten, sprachen die Vertreter eines anderen Jugoslawiens, die jugoslawischen Kommunisten, von einer monarchofaschistischen Diktatur.
König Alexander I. fiel 1934 in Marseille zusammen mit dem französischen Außenminister Louis Barthou einem von kroatischen rechtsradikalen Ustaschas und der bulgarischen IMRO (und möglicherweise weiteren Geheimdiensten) geplanten Attentat zum Opfer. Frankreich zeigte sich wegen Rücksichtnahme auf das faschistische Italien, das die Ustascha unterstützte, unkooperativ in der Aufklärung des von Wlado Tschernosemski ausgeführten Attentates. Zahlreiche Verschwörungstheorien zur Haltung Frankreichs, des bis dahin engsten Verbündeten Jugoslawiens, tauchten auf. Dies führte zu einer Annäherung Jugoslawiens an das nationalsozialistische Deutschland unter dem Prinzregenten Paul, einem Vetter des ermordeten Königs.

### Rückkehr zum Parlamentarismus
Die deutsche Wirtschaftspolitik, die Balkan- und Donauländer („Versorgungsraum“ des „Großdeutschen Reiches“) mittels materieller und technischer Entgelt- und Hilfsleistungen an sich zu binden versuchte, zeigte auch in Jugoslawien Wirkung. Über 50 % aller Importe und Exporte wurden mit Deutschland getätigt. Jugoslawien wurde immer mehr von Deutschland abhängig. Der Ministerpräsident Milan Stojadinović versuchte mit der vom französischen Ministerpräsidenten Pierre Laval empfohlenen Politik der Annäherung an Italien ohne größeren Erfolg die wirtschaftliche Abhängigkeit Jugoslawiens von Deutschland zu lockern.
Ministerpräsident Stojadinović erkannte Ende der 1930er Jahre die schwierige außenpolitische Lage Jugoslawiens und versuchte die Isolation des Landes durch Annäherung an die Achsenmächte zu überwinden. Sein Ziel war Neutralität im zu erwartenden nächsten großen Krieg. Auch innenpolitisch orientierte er sich an Deutschland und Italien. Er ließ sich als Führer bezeichnen und schuf eine uniformierte Jugendorganisation. Im Februar 1939 wurde Stojadinović aber als Ministerpräsident abgewählt.
Im Jahre 1939 kam mit Vermittlung Deutschlands und Italiens die letzte Verfassungsänderung und damit Umgestaltung des Königreichs Jugoslawien zustande. Das Königreich kehrte verstärkt zur parlamentarischen Regierungsform zurück, König Alexanders Verfassung von 1929 blieb indessen in Kraft. Prinz Paul behielt den entscheidenden Einfluss.

### Zweiter Weltkrieg

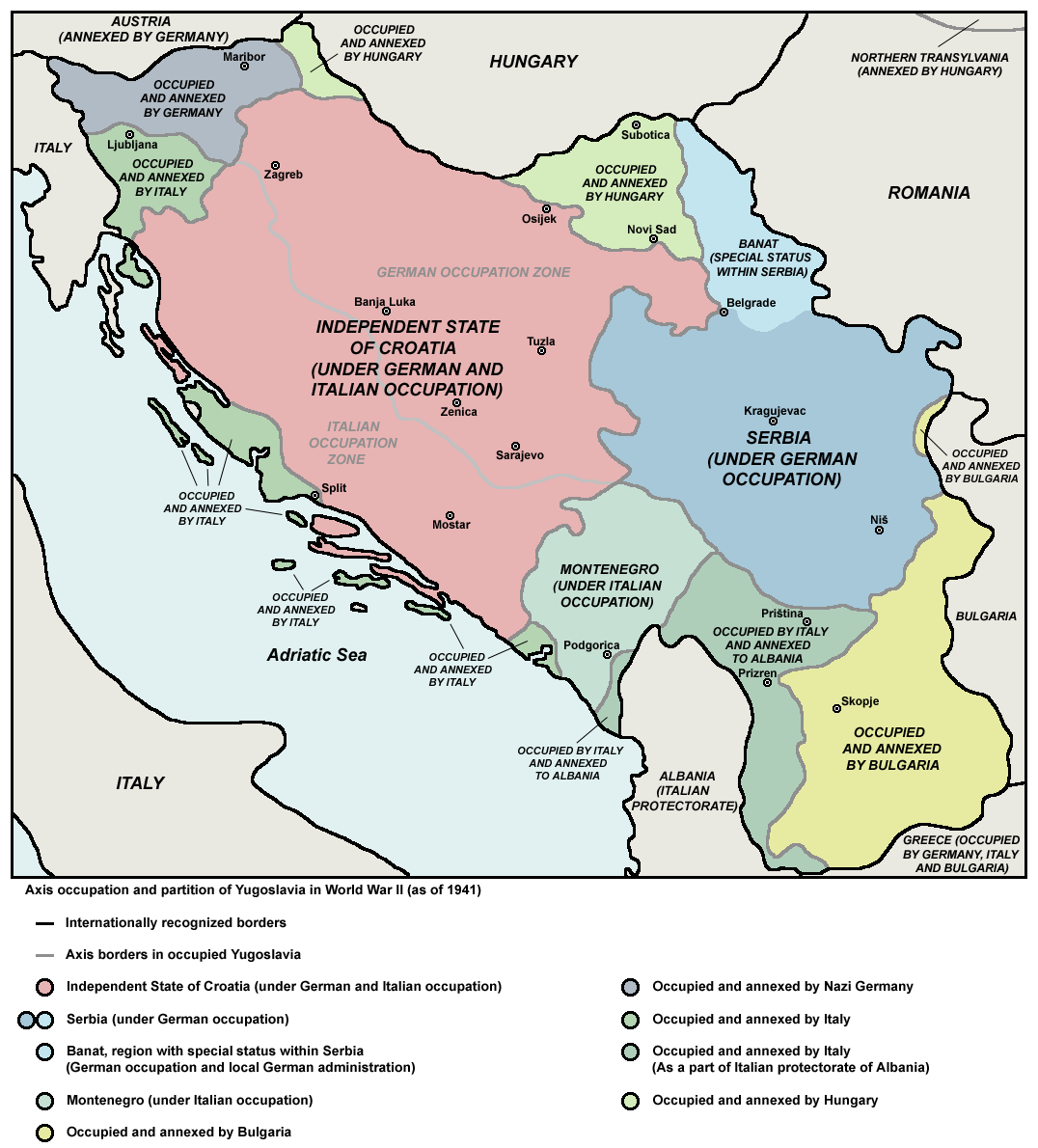

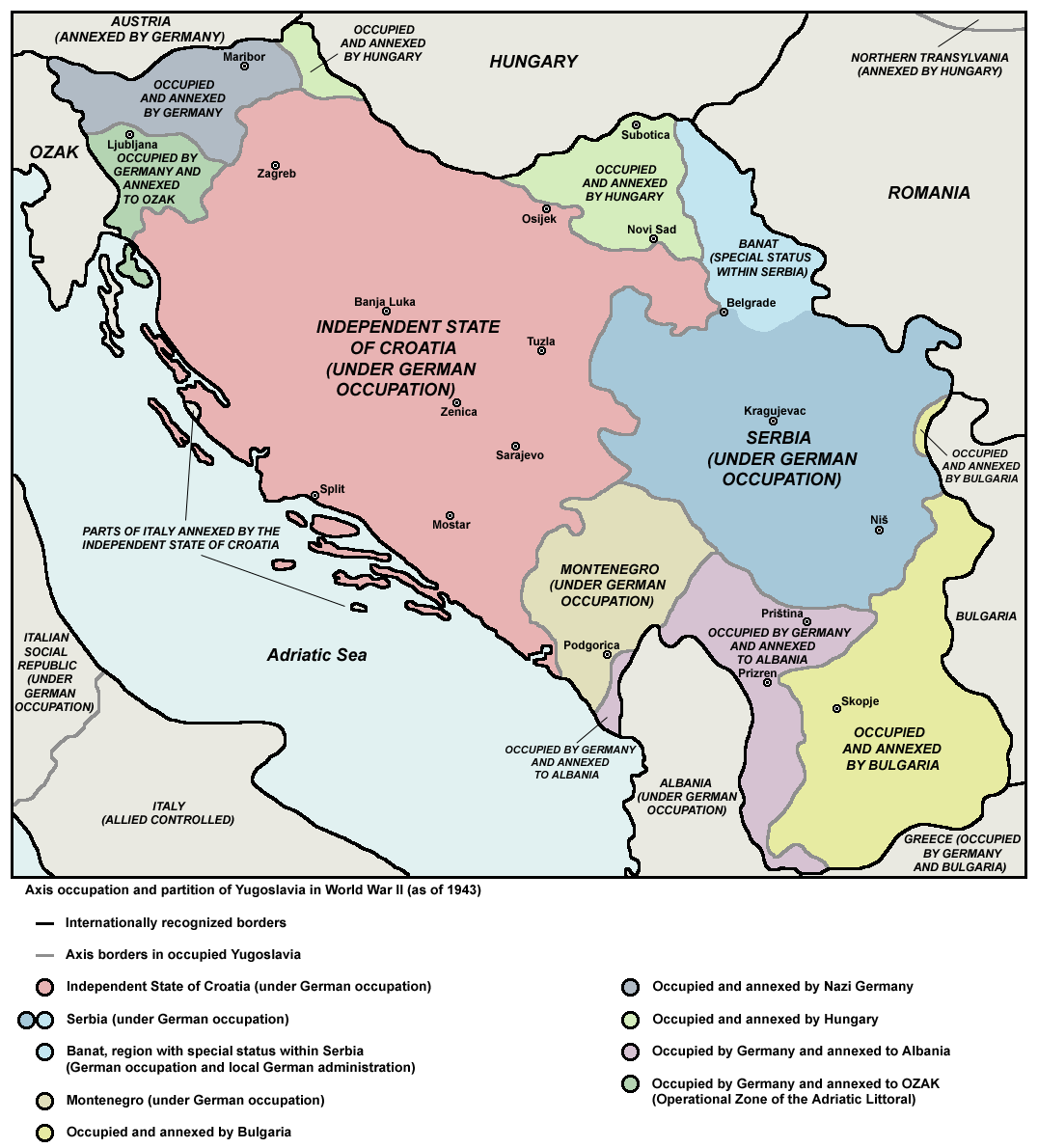

Unter Stojadinovićs Nachfolger Dragiša Cvetković kam eine Einigung der Kroaten mit der Regierung zustande. Im sogenannten Sporazum (dt.: Übereinkunft) vom 26. August 1939, das Vladimir Maček für die Bauernpartei mit Cvetković ausgehandelt hatte, war die Schaffung einer weitgehend autonomen Banschaft Kroatien vorgesehen. Die Zustimmung Belgrads zu diesem Vertrag war wesentlich durch die gefährliche außenpolitische Situation bewirkt worden. Es war bekannt, dass einige kroatische Politiker Verbindung zu den Regierungen in Rom und Berlin suchten, um ihren Forderungen mehr Nachdruck zu verleihen. Auch der Einmarsch der Wehrmacht in die Resttschechoslowakei und die Gründung der Slowakischen Republik hatten die jugoslawische Regierung beunruhigt.
Nach dem Sieg Deutschlands über Frankreich geriet Jugoslawien immer mehr unter diplomatischen Druck. Adolf Hitler verlangte den Beitritt des Landes zum Pakt der Achsenmächte. Am 25. März 1941 gab die jugoslawische Regierung nach und unterschrieb. Als Reaktion führten Offiziere, die Jugoslawien auf die Seite der Alliierten bringen wollten, in Belgrad einen erfolgreichen Putsch durch. Sie erklärten den jungen Peter II. zum regierenden König und stellten General Dušan Simović an die Spitze der Regierung. Die kurzzeitig in Belgrad aufgeflammte Kriegsbegeisterung hielt jedoch nicht einmal bis zum tatsächlichen Kriegsausbruch an. Schnell wurde sich die Bevölkerung bewusst, dass die jugoslawische Armee keine Chance gegen die deutsche Wehrmacht hatte. Viele Kroaten, Slowenen und Muslime folgten dem Einberufungsbefehl erst gar nicht.
Am 6. April 1941 begann der deutsche Einmarsch, und am 17. April unterzeichneten die Jugoslawen die bedingungslose Kapitulation. König und Regierung begaben sich ins englische Exil, aus dem sie nicht mehr zurückkehren sollten. Dort bildeten sie die jugoslawische Exilregierung.
Indes entbrannte in Jugoslawien ein heftiger Partisanenkrieg zwischen den Besatzungsmächten (Deutschland, Italien, Ungarn, Bulgarien), den serbisch-nationalistischen Tschetniks, den kommunistischen Partisanen (ab 1942: Volksbefreiungsarmee) von Josip Broz Tito, den kroatischen Faschisten der Ustascha sowie mehreren kleineren Fraktionen (Slowenische Heimwehr, Balli Kombëtar, Unabhängiger Staat Montenegro etc.). Die Kommunisten setzten sich letztlich durch und brüsteten sich, die feindlichen Offensiven der Achsenmächte stets abgewehrt zu haben. Die Versuch der Exilregierung in den Jahren 1943/44, zu einer Übereinkunft über eine künftige Koalitionsregierung zu kommen, wurden von den Kommunisten, die im Jahr 1942 den Antifaschistischen Volksbefreiungsrat Jugoslawiens (AVNOJ) gegründet hatten und diesen ab 1943 zu einer Regierungsinstanz ausbauten, nur zum Schein angenommen. Die drei Minister der Exilregierung, die im Jahr 1945 die Regierung betraten, sollten aus Protest von ihren Ämtern noch vor Jahresende zurücktreten.

### Ende des Königreichs
Nach dem Krieg erteilte König Peter II. vom Exil aus den Regierungsauftrag pro forma an den Kommunistenführer Josip Broz Tito. Dies geschah unter Druck der Alliierten, um dem neuen kommunistischen Jugoslawien Legitimität zu schaffen. Im November 1945 dankte der junge König endgültig ab und übergab die oberste Staatsgewalt an die Reichsverweser Srđan Budisavljević, Ante Mandić und Dušan Sernec. Bereits im Dezember 1945 ließ der neue kommunistische Machthaber Tito Jugoslawien als Föderative Volksrepublik ausrufen.

## Politik

### Innenpolitik
Die innenpolitische Situation wurde im Wesentlichen durch die Nationalitätenkonflikte bestimmt. Dabei dominierte die Auseinandersetzung zwischen den überwiegend autonomistischen Kroaten und den zentralistischen Kräften auf Seiten der Serben. Dies war jedoch nicht der einzige Konfliktherd. Auch viele Slowenen, ein Teil der bosnischen Muslime ebenso wie die mazedonischen Slawen waren mit der unitarischen Auffassung von der einen jugo-(süd-)slawischen Nation nicht zufrieden. Und schließlich fühlten sich die Angehörigen der deutschen und der ungarischen Minderheit als Bürger zweiter Klasse. Besonders schlecht wurden die Albaner im Kosovo von der Regierung behandelt.

#### Verfassung
Die Vidovdan-Verfassung 1921 sah ein Zweikammerparlament vor. Neben der Nationalversammlung trat der Senat als Oberhaus. Nach Verabschiedung der Vidovda-Verfassung 1921 blieben die Abgeordneten der kroatischen Bauernpartei dem Parlament noch jahrelang fern und Nikola Pašić beherrschte an der Spitze wechselnder Koalitionen das Land. Zur Machterhaltung nutzte er auch das Mittel politischer Prozesse. Auch sein schärfster politischer Gegner Stjepan Radić wurde wegen staatsgefährdender Umtriebe kurzzeitig in Haft genommen. Trotzdem trat Radić 1925 in Pašićs Regierung ein, nachdem eine Koalition mit den Slowenen und den Muslimen gescheitert war. Im Jahre 1926 musste Pašić wegen einer Korruptionsaffäre seines Sohnes zurücktreten. Nach Neuwahlen bildeten Svetozar Pribičević (Demokratische Partei) und Radićs Bauernpartei 1927 eine Koalition. Doch auch das führte nicht zu mehr politischer Stabilität.
Im Juni 1928 schoss Puniša Račić, ein montenegrinischer Abgeordneter der Radikalen Partei, im Belgrader Parlament auf drei kroatische Abgeordnete, darunter Stjepan Radić, der am 8. August 1928 an seinen Verletzungen starb. Nach diesem Gewaltakt wurde die politische Lage vollends chaotisch, die schließlich zum Staatsstreich und Reorganisation des Staates unter König Alexander I. führte.

#### Parteiensystem
Das Parteiensystem des ersten Jugoslawien war weitgehend entlang der ethnischen und kulturellen Grenzen gespalten. In Serbien dominierte lange die konservative und zentralistisch-serbisch orientierte Radikale Volkspartei (Narodna radikalna stranka) des langjährigen serbischen Ministerpräsidenten Nikola Pašić. Die andere wichtige Partei war die sozial und jugoslawisch orientierte Demokratische Partei (Demokratska Stranka). Sie war in der Vojvodina stark und wurde auch von Nichtserben in anderen Landesteilen gewählt. Die ebenfalls gesamtjugoslawisch auftretenden Kommunisten wurden 1921 verboten. In Kroatien dominierte die föderalistisch-republikanische Kroatische Bauernpartei Stjepan Radićs. Daneben war die Kroatische Partei des Rechts (Hrvatska stranka prava) von Bedeutung, aus der heraus später die Ustascha-Bewegung entstand. Bei den Slowenen war die römisch-katholische Slowenische Volkspartei unter Anton Korošec führend. Anders als die kroatischen Parteien, verharrte die Volkspartei nicht in Fundamentalopposition, sondern versuchte die Interessen der Slowenen auf parlamentarischem Weg durchzusetzen. Schließlich ist noch die Jugoslawische Muslimische Organisation (JMO) zu erwähnen, die die meisten Anhänger unter den slawischen Muslimen in Bosnien und im Sandžak hatte, aber auch von Albanern gewählt wurde.
Die wichtigsten politischen Parteien waren:
- Agrarische Vereinigung
- Demokratische Partei
- Deutsche Partei
- Džemijet (Partei der Muslime vorwiegend im Kosovo und Mazedonien)
- Jugoslawische Muslimische Organisation (Jugoslovenska muslimanska organizacija, JMO)
- Kommunistische Partei
- Kroatische Bauernpartei
- Radikale Volkspartei (Vorsitzender: Nikola Pašić)
- Slowenische Volkspartei (Slovenska ljudska stranka, SLS)
- Sozialdemokratische Partei (Vorsitzender: Živko Topalović)

#### Minderheitenpolitik
Nach Johann Böhm gab es unter der Königsdiktatur Jugoslawiens keinen Minderheitenschutz, obwohl sich zumindest die deutsche Volksgruppe dem König gegenüber loyal zeigte. Der Minderheitenschutzvertrag, den Jugoslawien am 5. Dezember 1919 mit den Entente-Großmächten hinsichtlich der Behandlung völkischer Minderheiten abgeschlossen hatte, enthielt eine Reihe von Bestimmungen, die ausdrücklich als Grundgesetz („lois fondamentales“) bezeichnet wurden und die darauf hinausliefen, den ethnischen Minderheiten Schutz zu gewähren. Belgrad missachtete diese Bestimmungen jedoch mit der Begründung, der Minderheitenschutz würde Verwirrung in das Staatsleben hineintragen. Die Zeitschrift „Zastava“ stellte im September 1922 bezüglich der Minderheiten die Frage: „Staatsbürger oder Querulanten?“ Belgrad empfand die Minderheitenschutzkonventionen als erzwungene Bestimmungen seitens der Autorität der Friedenskonferenz. Das Versammlungsrecht der Minderheiten wurde nicht respektiert, das Schulwesen der nationalen Minderheiten sollte durch wiederholte Verordnungen des Unterrichtsministeriums zerstört werden. Die deutsche und die ungarische Minderheit wurden von der jugoslawischen Agrarreform ausgeschlossen. Der enteignete Boden wurde auf Serben aus Altserbien, sogenannte „Dobrowolzen“, umverteilt.
Die Albaner lehnten den jugoslawischen Staat entschieden ab. Ihre feindliche Haltung wurde von serbischen Nationalisten als Bedrohung des nationalen Projekts empfunden, zumal sich die nach dem Ersten Weltkrieg angestrebte serbische Kolonisierung des Kosovo als Fehlschlag erwiesen hatte. 1937 erarbeitete Vaso Čubrilović einen Plan zur Umsiedlung und Vertreibung der Albaner. Im Jahr darauf wurde ein Abkommen mit der Türkei geschlossen, das die Umsiedlung von 40.000 muslimischen Familien aus dem Kosovo und Makedonien in die Türkei vorsah. Der Ausbruch des Zweiten Weltkriegs und die Zerschlagung des Königreich Jugoslawiens kamen einer möglichen Umsetzung dieses Abkommens zuvor.

#### Konflikte
Die alten großen Parteien der Slowenen, Kroaten und Muslime forderten 1932/1933 in programmatischen Resolutionen (Punktuationen von Zagreb, Ljubljana und Sarajewo) die Demokratisierung und Föderalisierung des Staates. Daraufhin wurden die Parteiführungen interniert. Zur selben Zeit verstärken die Ustascha und die IMRO ihre terroristischen Aktionen, die auf eine Zerschlagung des jugoslawischen Staates abzielen. Ein Aufstand der Ustascha kann 1932 mangels Beteiligung von der Polizei leicht niedergeschlagen werden. Die gemeinsamen Terroranschläge von IMRO und Ustascha erreichten am 9. Oktober 1934 mit der Ermordung König Alexanders in Marseille ihren Höhepunkt. Aber anders als von Ante Pavelić gedacht, konnte die Regierung diese Krise meistern.
Prinz Paul, der Bruder des ermordeten Königs, übernahm die Regentschaft für dessen noch minderjährigen Sohn Peter II. Mit Zustimmung des Regenten wurde nun eine neue regierungsfreundliche Einheitspartei, die Jugoslavenska radikalna zejednica gebildet, die 1935 auch die Wahlen gewann und mit Milan Stojadinović den Ministerpräsidenten stellte.
Der Versuch, einen integralen Jugoslawismus von oben zu implementieren, zerschlug sich an den Spannungen zwischen den politischen Vertretern der verschiedenen nationalen und religiösen Gruppierungen. So blieb der jugoslawische Staat ein Vielvölkerstaat. Insbesondere das Verhältnis zwischen Serben und Kroaten war konfliktreich.

### Außenpolitik
Die jugoslawische Außenpolitik der Zwischenkriegszeit war einerseits geprägt durch das Bestreben, die Revisionsbestrebungen der ehemaligen Kriegsgegner Ungarn und Bulgarien zu neutralisieren, andererseits durch den latenten Konflikt mit dem faschistischen Italien, das sich slowenisch und kroatisch besiedelte Gebiete im ehemaligen österreichischen Küstenland und in Dalmatien angeeignet hatte und weiterhin Ansprüche auf das jugoslawische Dalmatien und auf Albanien stellte („die Adria als italienisches Binnenmeer“).
Am Vorabend des Zweiten Weltkriegs war Jugoslawien außenpolitisch isoliert. Nachdem die Westmächte dem Deutschen Reich schon Teile der Tschechoslowakei überlassen und 1939 auch Polen nicht wirksam unterstützt hatten, war Jugoslawien den Achsenmächten hilflos ausgeliefert.

#### Verbündete
Als der traditionelle Hauptverbündete Serbiens, Russland, durch die Oktoberrevolution ausgefallen war, trat Frankreich an dessen Stelle. Jugoslawien war in der Zwischenkriegszeit ein wichtiges Glied des von Frankreich unterstützten Bündnissystems im östlichen Europa. Von 1920 bis 1939 war das Land mit der Tschechoslowakei und Rumänien in der Kleinen Entente verbunden. Dieses Bündnis war vornehmlich gegen Ungarn gerichtet. Als Deutschland seinen Einfluss nach Mittel- und Südosteuropa ausdehnte, wurde dieser Zusammenschluss obsolet. Die Zerschlagung der Tschechoslowakei entzog der Kleinen Entente die Existenzgrundlage.

#### Bulgarien
Die Beziehungen zum Nachbarn Bulgarien waren wegen der Mazedonienfrage die gesamte Zwischenkriegszeit über schlecht. Bulgarien erkannte die Herrschaft Jugoslawiens über Vardar-Mazedonien nicht an. So wie Jugoslawien die slawischen Mazedonier als Südserben für sich reklamierte, sah Sofia in ihnen unterdrückte Bulgaren und unterstützte die IMRO, die sich die Befreiung Mazedoniens auf die Fahnen geschrieben hatte. Die Jugoslawen bauten umfangreiche Grenzschutzanlagen an der bulgarischen Grenze auf. Trotzdem gelang es IMRO-Leuten immer wieder, aus ihren Rückzugsräumen in Bulgarien nach Jugoslawien einzudringen. 1934 schloss Jugoslawien mit Griechenland und der Türkei den gegen Bulgarien gerichteten Balkanpakt. Auch dieses Bündnis erlangte wie die Kleine Entente keine praktische Wirksamkeit.

#### Italien

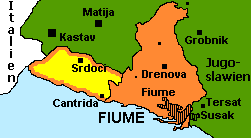
Freistaat Fiume 1920–1924, orange: altes Stadtgebiet, gelb: 1920 angeschlossene Orte

Mit Italien konnte Jugoslawien ebenfalls keine gutnachbarlichen Beziehungen erreichen. Am 12. November 1920 schlossen beide Mächte zwar den Grenzvertrag von Rapallo, freilich ohne dass beide Seiten weitergehende territoriale Ansprüche aufgaben. Italien wurde im Besitz Istriens bestätigt und erhielt dazu einige dalmatinische Inseln sowie Zadar (ital. Zara) auf dem Festland, verzichtete aber auf die Ansprüche auf Split (ital. Spalato) und dessen Umgebung. Rijeka (ital. Fiume) wurde zum Freistaat Fiume erklärt. Diese Regelung hielt weniger als vier Jahre. Der italienische Faschist Gabriele D’Annunzio übernahm 1924 die Macht in der Stadt und löste damit eine neuerliche Krise in den jugoslawisch-italienischen Beziehungen aus. Im Vertrag von Rom wurde das Gebiet der Freien Stadt Fiume unter beiden Mächten aufgeteilt. Die in Rom eigentlich festgelegte engere Zusammenarbeit Jugoslawiens und Italiens kam nie zustande. Die weiteren Beziehungen der beiden Staaten waren durch Konfrontation geprägt. So unterstützte Benito Mussolini 1929 bis 1934 die faschistische Ustascha, um auf diesem Wege den Gegner Jugoslawien zu destabilisieren. Die Unterdrückung der slawischen Minderheiten in den an Italien gefallenen Gebieten führte dazu, dass sich in jenen Regionen während des Zweiten Weltkriegs viele Slowenen und Kroaten den Tito-Partisanen anschlossen.

#### Albanien
Wegen der unsicheren Situation im Kosovo – dort brach nach dem Ersten Weltkrieg ein Aufstand gegen die erneuerte serbische Herrschaft aus – mischte sich Jugoslawien in Albanien ein, wo Exilalbaner aus Jugoslawien in der Regierung vertreten waren. Sie forderten in Tirana die militärische und politische Unterstützung ihrer Landsleute, obgleich das schwache Albanien dazu gar nicht in der Lage war. Zudem suchte die albanische Regierung Anlehnung an Italien. Um sich an dieser Grenze Ruhe zu verschaffen und einen italienischen Einfluss in Albanien zu verhindern, unterstützte die Regierung Pašić 1924 Ahmet Zogu mit Truppen. Zogu putschte sich in Tirana an die Macht, orientierte sich in der Folgezeit außenpolitisch aber weiter an seinem wichtigsten Handelspartner Italien.

## Wirtschaft

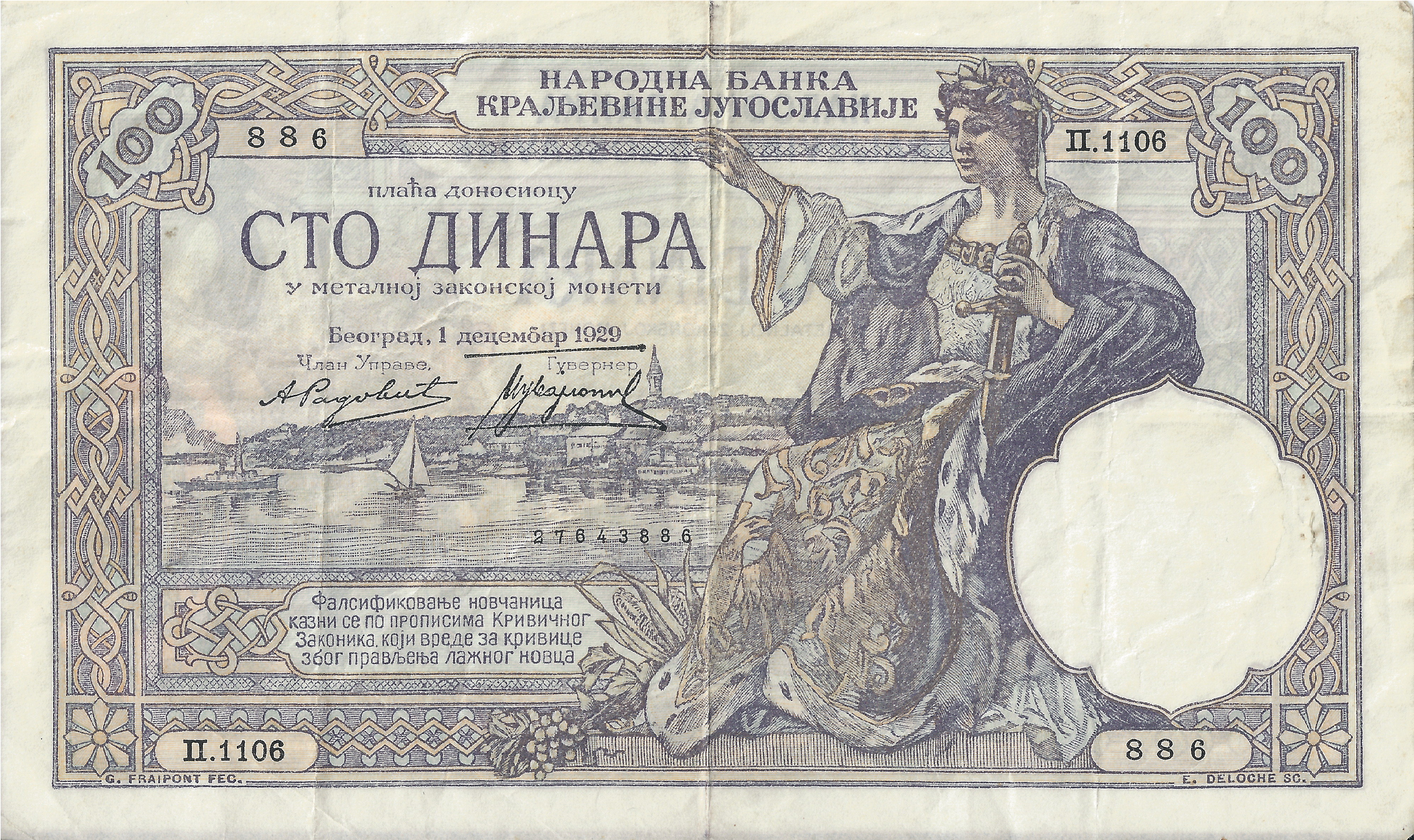
100 Jugoslawische Dinar-Banknote (1929)

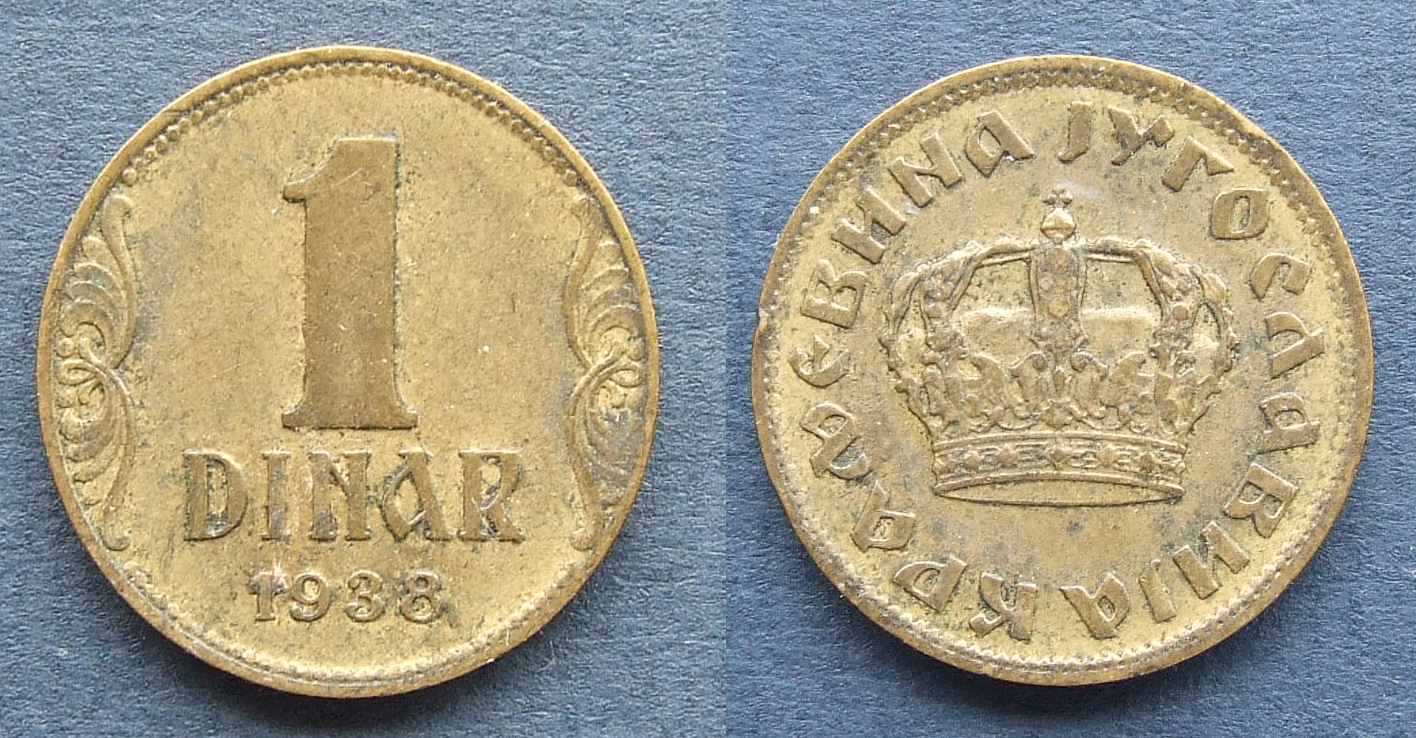
1 Dinar (1938)

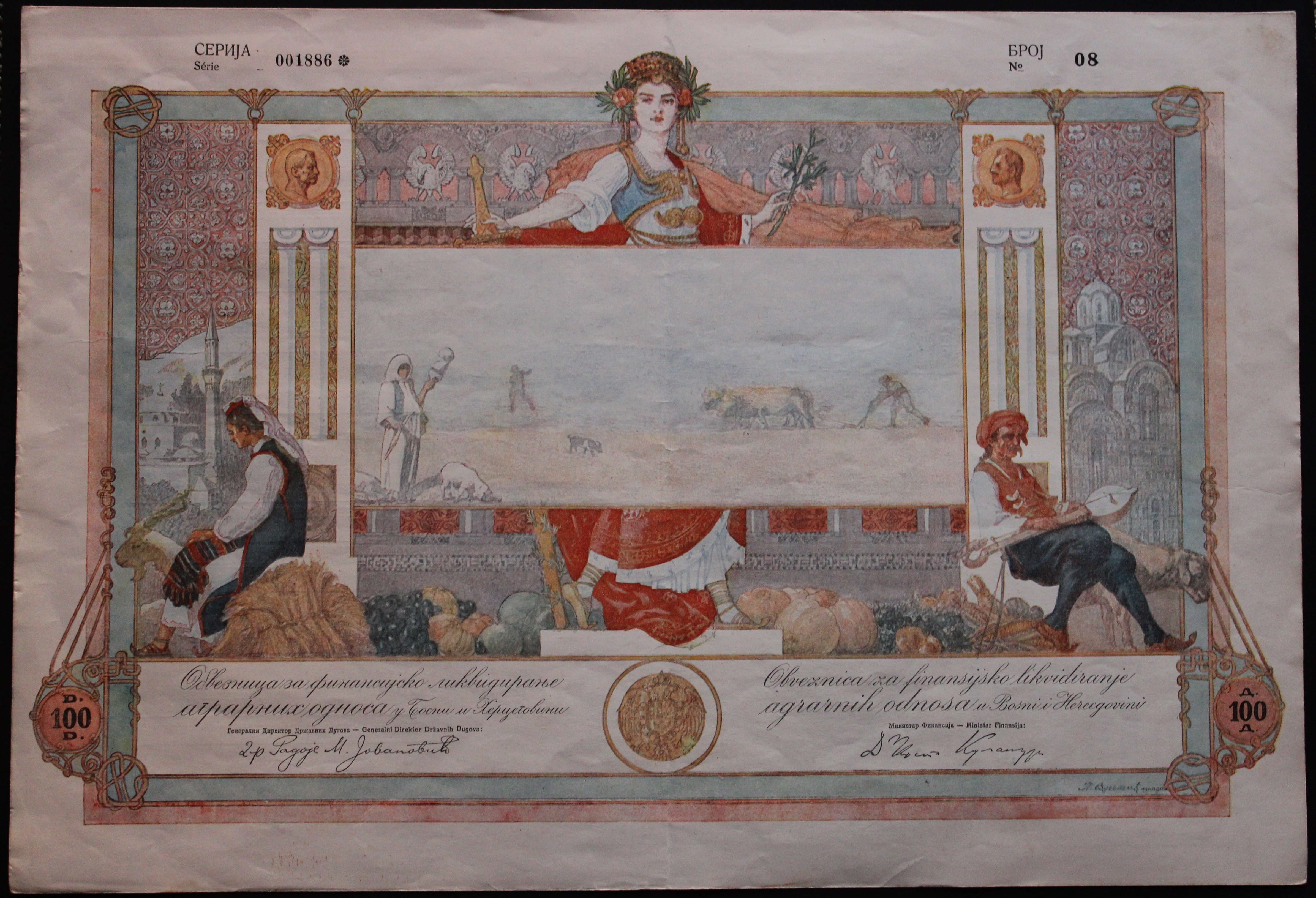
Anleihe des Königreiches der Serben, Kroaten und Slowenen zur Tilgung der Agrarschulden von Bosnien und Herzegowina vom 18. Juni 1921

Nachdem 1919/20 die Grenzen Jugoslawiens gezogen worden waren, musste das Land zu einem Wirtschafts- und Währungsraum vereinigt werden. In den ehemals habsburgischen Gebieten galt die Krone, in Serbien der Dinar. Die Regierung musste die Geldmenge verringern, um die kriegsbedingte Inflation zu bekämpfen. Die Schaffung der neuen Einheitswährung, ebenfalls Dinar genannt, erfolgte 1920. Dabei wurde nach Plänen des damaligen Nationalbankpräsidenten, des Deutschen Georg Weifert, der serbische Dinar 1:1 umgetauscht, die Krone aber im Verhältnis 4:1. Dies löste in Slowenien, Kroatien, Bosnien und in der Vojvodina große Erbitterung aus, verloren doch die früheren Donaumonarchieslawen 75 % ihres Vermögens und bezahlten auf diese Weise für die Schaffung der neuen Währung, während die Bewohner des alten Serbien keinen Beitrag leisten mussten.
Der SHS-Staat der Zwischenkriegszeit war ein wenig entwickelter Agrarstaat. 75 % der arbeitenden Bevölkerung betrieben kleinbäuerliche Subsistenzwirtschaft. Produktive mittelgroße und große Betriebe gab es vor allem in der Vojvodina, in Slawonien sowie im Norden Zentralserbiens. Vor allem in der Vojvodina waren viele dieser Bauernwirtschaften im Besitz von Angehörigen der deutschen und ungarischen Minderheit. Zu den großen Grundbesitzern zählte in den entwickelten Gebieten, die vormals zur Donaumonarchie gehört hatten, die römisch-katholische Kirche. Vergleichsweise gut entwickelt war auch die slowenische Landwirtschaft. Die Betriebe in den genannten nördlichen Regionen hatten ihre Überschüsse vor dem Krieg in die Industrieregionen der Habsburgermonarchie verkauft. Ein Teil wurde vorher in der örtlichen Lebensmittelindustrie (Mühlen, Zuckerfabriken usw.) weiterverarbeitet. Durch die neuen Grenzen (Zölle) und die zurückgegangene Kaufkraft in Österreich, waren den jugoslawischen Bauern diese Märkte in der Zwischenkriegszeit weitgehend verschlossen. Seit Mitte der 1930er Jahre importierte das nationalsozialistische Deutschland im Zuge der Kriegsvorbereitungen zunehmend Lebensmittel aus Jugoslawien.
In den südlichen Landesteilen (in Mazedonien, im Süden Zentralserbiens und im Kosovo, in Montenegro, Bosnien und Dalmatien) gab es fast ausschließlich kleinbäuerliche Subsistenzwirtschaften, die kaum Entwicklungsmöglichkeiten hatten. Den Großgrundbesitzern in diesen Regionen fehlte es an Kapital und technischen Möglichkeiten für die Modernisierung ihrer Betriebe. Wegen der im Überfluss vorhandenen billigen Arbeitskräfte und fehlender Marktperspektiven hatten sie nur ein geringes Interesse an Veränderungen.
Nennenswerte gewerbliche Produktion gab es in Slowenien, in der Region Belgrad und zunehmend in Zagreb. Industrieprodukte (z. B. Maschinen und Lokomotiven) mussten zum größten Teil eingeführt werden, allein es fehlte dafür an Kapital. So konnte auch die Infrastruktur des Landes in der Zwischenkriegszeit kaum weiterentwickelt werden. Es wurden nur einige Dutzend Kilometer Eisenbahnstrecken neu gebaut, und das Straßennetz blieb beinahe auf dem Stand von vor dem Ersten Weltkrieg.
Von Bedeutung war die Gewinnung von Rohstoffen. In Serbien, Bosnien und Slowenien wurden verschiedene Erze (Eisen, Kupfer u. a.) und Kohle abgebaut. Es fehlte aber an Fabriken zur Weiterverarbeitung. Daneben war die Holzindustrie wichtig. Letztere war vor allem in Bosnien recht gut entwickelt, denn hier war vor dem Ersten Weltkrieg relativ viel investiert worden. Das Problem, die Rohstoffe mit konkurrenzfähigen Transportkosten auf den Weltmarkt zu bringen, wurde teilweise gelöst, als man 1929 einen Vertrag mit Griechenland schloss, der Jugoslawien auf 70 Jahre einen Freihafen in Thessaloniki einbrachte. Diesen Vertrag nutzte später auch das kommunistische Jugoslawien.

## Schifffahrt
Da wichtige Hafenstädte wie Triest und Rijeka zu Italien gehörten, baute Jugoslawien in Sušak, etwas südlich von Rijeka, einen neuen Hafen- und Schifffahrtsstandort auf. Die Reederei Jadranska Plovidba wurde dort gegründet. Ihr schlossen sich mehrere ehemals österreichisch-ungarische Reedereien an: die Dalmatia, die Ungaro-Croata, die Kroatische Dampfergesellschaft, die Austro-Croata und mehrere kleinere Reedereien. Die Flotte wurde in den folgenden Jahren auf rund 60 Schiffe mit einer Gesamttonnage von 23.400 BRT ausgebaut – also durchwegs kleinere Schiffe, passend für die Küstenschifffahrt.
Zur zweitgrößten Reederei stieg bald die Dubrovačka Parobrodska auf, die in Dubrovnik ihren Sitz hatte. Diese Gesellschaft hatte zwar nur 22 Schiffe – jedoch mit einer Gesamttonnage von 75.000 BRT.